# Kus (groep)
Kus was een Nederlandse meidengroep, bestaande uit Meike Hurts, Anouk van Schie, Monique de Waal en Fleur Minjon die de groep in 2010 verliet. De groep stond onder contract bij platenmaatschappij EMI en AT Productions. Bijna alle liedjes werden geschreven en geproduceerd door Fluitsma & Van Tijn.

## Biografie
De audities voor Kus vonden plaats in muziekstudio Soundwise, van de muziekproducers Jochem Fluitsma en Eric van Tijn. Uit de audities werden Van Schie, Hurts en De Waal geselecteerd. Tussen de audities door zorgde Minjon voor hapjes en drankjes. Omdat ze er zo leuk uitzag, werd ze ook gevraagd om auditie te doen. Minjon slaagde, en Kus was compleet.
In februari 2005 ging Kus dan aan de slag. Met hun debuutsingle "Lekker ding" scoorden ze hun eerste nummer 1-hit in de Mega Top 100. In november 2005 kwam Kus met hun debuutalbum "Allereerste Kus". Bij dit album zat een speciale Kus-card waarmee de Kusfans voor leuke dingen konden sparen of korting konden krijgen op speciale Kus-artikelen.
Nog diezelfde maand nam Kus een kerstsingle op. "Wat ik wil voor Kerstmis, ben jij!", een Nederlandstalige cover van "All I Want for Christmas Is You" van Mariah Carey, was een kersthit in 2005. Vanaf 9 december was de single te koop in een speciale verpakking. Deze cd-single kon in de kerstboom worden gehangen. Daarna zette Kus alles op alles om hun tweede nummer 1-hit te krijgen. Met een remix van "Ik heb je gewist" bereikte Kus de tweede plaats.
In april en mei 2006 zong de meidengroep de titelsongs van de Nickelodeon-jeugdseries Spetter! en Genie in the House in. In augustus datzelfde jaar kwam de single "Kus gaat los!" uit. Deze single kwam hoog in de hitparades en was de voorloper van het nieuwe album van Kus, "Kus gaat los!". Na het uitkomen van het tweede album, verscheen de single "Dag en Nacht". Dit was ook een grote hit. Met kerst kwam Kus weer met een kerstsingle, "Kon het elke dag maar kerstmis zijn". Deze single namen ze op met René Froger en een deel van de opbrengst van de single ging naar KiKa.
In 2007 zong Kus de titelsong in van de film Haaibaai, waarvoor ze ook stemmen hebben ingesproken. In het najaar van 2007 kwam de single "4 Meiden" uit, een paar weken later presenteerden de bandleden Superster-The Battle, een muziekprogramma op Nickelodeon, waarvoor Kus de titelsong "Superster" maakte.
Op 28 maart 2008 deed Kus mee aan de negende voorronde van de populaire liedjeswedstrijd Zo is er maar één op één met het nummer "Het is altijd lente in de ogen van de tandartsassistente" van Peter de Koning. Zowel de persjury, de Radio 2-jury als de publieksjury (via televoting) gaven Kus het kleinste aantal punten. Kus eindigde dan ook als allerlaatste. In juni 2008 werd bekend dat er een speelfilm van Kus zou komen. De film, Limo, kwam op 8 april 2009 in de bioscoop. Er waren voor de film opnamen gemaakt in Spanje, Roemenië en Nederland.
In december 2009 beviel Hurts van een zoon. De meidengroep zou vanaf februari 2010 weer gaan optreden. In februari 2010 werd bekend dat Minjon de groep had verlaten. Kus ging vanaf dat moment verder als trio. Kus ging in de zomer van 2010 optreden bij Familiepark Drievliet te Den Haag. Daar presenteerden ze ook hun single "Formule X". In augustus 2010 beviel De Waal van een dochter.
2011 was het afscheidsjaar voor Kus. Nadat Minjon in 2010 de groep al had verlaten, maakten de meiden van Kus in april 2011 bekend om na de zomer van 2011 te stoppen en ieder hun eigen weg te gaan. De dames waren nog eenmaal die zomer samen te zien in Familiepark Drievliet te Den Haag. Ze traden van 10 juli tot en met 14 augustus 2011 elke dag op om 13:30 en 15:00 in het parktheater van Familiepark Drievliet. In juli 2011 kwam de laatste single genaamd "Laatste Kus" uit. Deze was ook te horen tijdens die laatste shows.
Hurts en Van Schie gingen in 2012 als een duo verder onder de naam Mash!. Hun eerste single heette "Step up" en debuteerde in een reclame van Activia. Monique de Waal richtte de meidengroep Starz op.

## Discografie

### Albums
| Album met eventuele hitnotering(en) in de Nederlandse Album Top 100 | Datum van verschijnen | Datum van binnenkomst | Hoogste positie | Aantal weken | Opmerkingen |
| ------------------------------------------------------------------- | --------------------- | --------------------- | --------------- | ------------ | ----------- |
| Allereerste Kus                                                     | 15-11-2005            | 19-11-2005            | 10              | 19           |             |
| Kus gaat los                                                        | 23-10-2006            | 28-10-2006            | 12              | 25           |             |
| Kus voor jou                                                        | 30-09-2007            | 06-10-2007            | 20              | 19           |             |
| Kus in de Film                                                      | 14-11-2008            | 22-11-2008            | 58              | 5            |             |

### Singles
| Single met eventuele hitnotering(en) in de Nederlandse Top 40 | Datum van verschijnen | Datum van binnenkomst | Hoogste positie | Aantal weken | Opmerkingen                       |
| ------------------------------------------------------------- | --------------------- | --------------------- | --------------- | ------------ | --------------------------------- |
| Lekker ding                                                   | 2005                  | 07-05-2005            | 4               | 12           | Nummer 1 in de Single Top 100     |
| Natuurtalent                                                  | 2005                  | 30-07-2005            | 20              | 6            |                                   |
| Topje van m'n zus                                             | 2005                  | 05-11-2005            | 19              | 7            |                                   |
| Wat ik wil met kerstmis... ben jij!                           | 12-2005               | 24-12-2005            | 10              | 3            | met Chris & Vivienne              |
| Ik heb je Gewist                                              | 2006                  | 18-03-2006            | 6               | 3            |                                   |
| Kus gaat los!                                                 | 2006                  | 16-09-2006            | 7               | 6            |                                   |
| Dag en nacht                                                  | 2006                  | 18-11-2006            | 18              | 5            |                                   |
| Kon het elke dag maar kerstmis zijn                           | 12-2006               | 23-12-2006            | 6               | 3            | met René Froger, Chris & Viviënne |
| Mama                                                          | 2007                  | 12-05-2007            | 7               | 3            | Soundtrack Haaibaai               |
| 4 Meiden                                                      | 2007                  | 29-09-2007            | 30              | 1            |                                   |
| Superster                                                     | 2007                  | 2007                  | -               |              |                                   |
| Wereld van geluk                                              | 2007                  | 2007                  | -               |              | met Dieneke                       |
| Shaken, trillen, beven                                        | 2008                  | 2008                  | -               |              |                                   |
| In de film                                                    | 2009                  | 2009                  | -               |              |                                   |
| Ik loop op de wolken                                          | 2009                  | 20-03-2009            | -               |              | Titellied Limo                    |
| Formule X                                                     | 2010                  | 2010                  | -               |              | Speciaal voor show Drievliet      |
| Laatste Kus                                                   | 2011                  | 20-07-2011            | -               |              | De laatste single van Kus         |

### Dvd's
| Jaar | Info                                                                        |
| ---- | --------------------------------------------------------------------------- |
| 2006 | - Kus De Dag! - 1ste dvd van de televisieserie - Uitgebracht: 13 maart 2006 |
| 2007 | - Kus Je Vrienden Tour - 1ste live-dvd - Uitgebracht: 19 februari 2007      |
| 2008 | - Kus Voor Jou Theatertour - 2de live-dvd - Uitgebracht: 16 juni 2008       |
| 2009 | - Limo - 1ste dvd van de film - Uitgebracht: 9 september 2009               |

| Dvd's met hitnoteringen in de Nederlandse Music Top 30 | Datum van verschijnen | Datum van binnenkomst | Hoogste positie | Aantal weken | Opmerkingen |
| ------------------------------------------------------ | --------------------- | --------------------- | --------------- | ------------ | ----------- |
| Kus de dag!                                            | 2006                  | 25-03-2006            | 1(1wk)          | 8            |             |
| Kus je vrienden tour                                   | 2007                  | 10-03-2007            | 6               | 29           |             |
| Kus voor jou theatertour                               | 2008                  | 21-06-2008            | 18              | 9            |             |